# سيرو امبورتا
سيرو امبورتا (بالإيطالية: Ciro Improta)‏ هو لاعب كرة قدم إيطالي في مركز الوسط، ولد في 23 فبراير 1991. لعب مع US Arzanese ‏.